# Liste des titres musicaux numéro un en Allemagne en 1978
Cette page liste les titres numéro un dans les meilleures ventes de disques en Allemagne pour l'année 1978 selon Media Control Charts. 
Les classements sont issus des 100 meilleures ventes de singles et des 100 meilleures ventes d'albums. Ils se déroulent du vendredi au jeudi, et sont publiés le mardi par l'industrie musicale allemande.

## Classement des singles
| №  | Date          | Artiste                                | Titre                         |
| -- | ------------- | -------------------------------------- | ----------------------------- |
| 1  | 6 janvier     | Santa Esmeralda feat. Leroy Gomez (de) | Don't Let Me Be Misunderstood |
| 2  | 13 janvier    | Wings                                  | Mull of Kintyre               |
| 3  | 20 janvier    | Wings                                  | Mull of Kintyre               |
| 4  | 27 janvier    | Wings                                  | Mull of Kintyre               |
| 5  | 3 février     | Wings                                  | Mull of Kintyre               |
| 6  | 10 février    | Wings                                  | Mull of Kintyre               |
| 7  | 17 février    | Wings                                  | Mull of Kintyre               |
| 8  | 24 février    | Wings                                  | Mull of Kintyre               |
| 9  | 3 mars        | Wings                                  | Mull of Kintyre               |
| 10 | 10 mars       | Wings                                  | Mull of Kintyre               |
| 11 | 17 mars       | Wings                                  | Mull of Kintyre               |
| 12 | 24 mars       | Vader Abraham                          | Das Lied der Schlümpfe        |
| 13 | 31 mars       | Vader Abraham                          | Das Lied der Schlümpfe        |
| 14 | 7 avril       | Vader Abraham                          | Das Lied der Schlümpfe        |
| 15 | 14 avril      | Vader Abraham                          | Das Lied der Schlümpfe        |
| 16 | 21 avril      | Boney M.                               | Rivers of Babylon             |
| 17 | 28 avril      | Boney M.                               | Rivers of Babylon             |
| 18 | 5 mai         | Boney M.                               | Rivers of Babylon             |
| 19 | 12 mai        | Boney M.                               | Rivers of Babylon             |
| 20 | 19 mai        | Boney M.                               | Rivers of Babylon             |
| 21 | 26 mai        | Boney M.                               | Rivers of Babylon             |
| 22 | 2 juin        | Boney M.                               | Rivers of Babylon             |
| 23 | 9 juin        | Boney M.                               | Rivers of Babylon             |
| 24 | 16 juin       | Boney M.                               | Rivers of Babylon             |
| 25 | 23 juin       | Boney M.                               | Rivers of Babylon             |
| 26 | 30 juin       | Boney M.                               | Rivers of Babylon             |
| 27 | 7 juillet     | Boney M.                               | Rivers of Babylon             |
| 28 | 14 juillet    | Boney M.                               | Rivers of Babylon             |
| 29 | 21 juillet    | Boney M.                               | Rivers of Babylon             |
| 30 | 28 juillet    | Boney M.                               | Rivers of Babylon             |
| 31 | 4 août        | Boney M.                               | Rivers of Babylon             |
| 32 | 11 août       | John Travolta & Olivia Newton-John     | You're the One That I Want    |
| 33 | 18 août       | Boney M.                               | Rivers of Babylon             |
| 34 | 25 août       | John Travolta & Olivia Newton-John     | You're the One That I Want    |
| 35 | 1er septembre | John Travolta & Olivia Newton-John     | You're the One That I Want    |
| 36 | 8 septembre   | Marshall Hain                          | Dancing in the City           |
| 37 | 15 septembre  | John Travolta & Olivia Newton-John     | You're the One That I Want    |
| 38 | 22 septembre  | John Travolta & Olivia Newton-John     | You're the One That I Want    |
| 39 | 29 septembre  | John Travolta & Olivia Newton-John     | You're the One That I Want    |
| 40 | 6 octobre     | Boney M.                               | Rasputin                      |
| 41 | 13 octobre    | Smokie                                 | Mexican Girl                  |
| 42 | 20 octobre    | Clout                                  | Substitute                    |
| 43 | 27 octobre    | Clout                                  | Substitute                    |
| 44 | 3 novembre    | Clout                                  | Substitute                    |
| 45 | 10 novembre   | Luv'                                   | You're the Greatest Lover     |
| 46 | 17 novembre   | Luv'                                   | You're the Greatest Lover     |
| 47 | 24 novembre   | Luv'                                   | You're the Greatest Lover     |
| 48 | 1er décembre  | Luv'                                   | You're the Greatest Lover     |
| 49 | 8 décembre    | Village People                         | Y.M.C.A.                      |
| 50 | 15 décembre   | Village People                         | Y.M.C.A.                      |
| 51 | 22 décembre   | Village People                         | Y.M.C.A.                      |
| 52 | 29 décembre   | Village People                         | Y.M.C.A.                      |

## Classement des albums
| №  | Date          | Artiste                   | Titre                  |
| -- | ------------- | ------------------------- | ---------------------- |
| 1  | 6 janvier     | Orchester Anthony Ventura | Die schönsten Melodien |
| 2  | 13 janvier    | Orchester Anthony Ventura | Die schönsten Melodien |
| 3  | 20 janvier    | Orchester Anthony Ventura | Die schönsten Melodien |
| 4  | 27 janvier    | Orchester Anthony Ventura | Die schönsten Melodien |
| 5  | 3 février     | Santa Esmeralda           | Santa Esmeralda        |
| 6  | 10 février    | Santa Esmeralda           | Santa Esmeralda        |
| 7  | 17 février    | Compilation               | Disco Fire             |
| 8  | 24 février    | Compilation               | Disco Fire             |
| 9  | 3 mars        | Compilation               | Disco Fire             |
| 10 | 10 mars       | Compilation               | Disco Fire             |
| 11 | 17 mars       | Buddy Holly               | Seine 20 größten Hits  |
| 12 | 24 mars       | Buddy Holly               | Seine 20 größten Hits  |
| 13 | 31 mars       | Buddy Holly               | Seine 20 größten Hits  |
| 14 | 7 avril       | Buddy Holly               | Seine 20 größten Hits  |
| 15 | 14 avril      | Udo Jürgens               | Buenos dias Argentina  |
| 16 | 21 avril      | Udo Jürgens               | Buenos dias Argentina  |
| 17 | 28 avril      | Udo Jürgens               | Buenos dias Argentina  |
| 18 | 5 mai         | Udo Jürgens               | Buenos dias Argentina  |
| 19 | 12 mai        | Bande originale           | Saturday Night Fever   |
| 20 | 19 mai        | Bande originale           | Saturday Night Fever   |
| 21 | 26 mai        | Bande originale           | Saturday Night Fever   |
| 22 | 2 juin        | Bande originale           | Saturday Night Fever   |
| 23 | 9 juin        | Bande originale           | Saturday Night Fever   |
| 24 | 16 juin       | Bande originale           | Saturday Night Fever   |
| 25 | 23 juin       | Bande originale           | Saturday Night Fever   |
| 26 | 30 juin       | Bande originale           | Saturday Night Fever   |
| 27 | 7 juillet     | Bande originale           | Saturday Night Fever   |
| 28 | 14 juillet    | Bande originale           | Saturday Night Fever   |
| 29 | 21 juillet    | Bande originale           | Saturday Night Fever   |
| 30 | 28 juillet    | Bande originale           | Saturday Night Fever   |
| 31 | 4 août        | Boney M.                  | Nightflight to Venus   |
| 32 | 11 août       | Boney M.                  | Nightflight to Venus   |
| 33 | 18 août       | Boney M.                  | Nightflight to Venus   |
| 34 | 25 août       | Boney M.                  | Nightflight to Venus   |
| 35 | 1er septembre | Boney M.                  | Nightflight to Venus   |
| 36 | 8 septembre   | Boney M.                  | Nightflight to Venus   |
| 37 | 15 septembre  | Boney M.                  | Nightflight to Venus   |
| 38 | 22 septembre  | Boney M.                  | Nightflight to Venus   |
| 39 | 29 septembre  | Boney M.                  | Nightflight to Venus   |
| 40 | 6 octobre     | Boney M.                  | Nightflight to Venus   |
| 41 | 13 octobre    | Boney M.                  | Nightflight to Venus   |
| 42 | 20 octobre    | Bande originale           | Grease                 |
| 43 | 27 octobre    | Bande originale           | Grease                 |
| 44 | 3 novembre    | Bande originale           | Grease                 |
| 45 | 10 novembre   | Bande originale           | Grease                 |
| 46 | 17 novembre   | Bande originale           | Grease                 |
| 47 | 24 novembre   | Billy Vaughn              | Moonlight Melodies     |
| 48 | 1er décembre  | Billy Vaughn              | Moonlight Melodies     |
| 49 | 8 décembre    | Billy Vaughn              | Moonlight Melodies     |
| 50 | 15 décembre   | Billy Vaughn              | Moonlight Melodies     |
| 51 | 22 décembre   | Bande originale           | Grease                 |
| 52 | 29 décembre   | Bande originale           | Grease                 |

## Hit-Parade des singles de l'année
1. Boney M. - Rivers of Babylon
2. Vader Abraham - Das Lied der Schlümpfe
3. Wings - Mull of Kintyre
4. John Travolta & Olivia Newton-John - You're the One That I Want
5. Bee Gees - Night Fever
6. La Bionda - One For You, One For Me
7. Bonnie Tyler - It’s a Heartache
8. John Paul Young - Love Is in the Air
9. Bee Gees - Stayin' Alive
10. Gerry Rafferty - Baker Street
11. Luv' - You're The Greatest Lover
12. Clout - Substitute
13. Smokie - Mexican Girl
14. Boney M. - Rasputin
15. Marshall Hain - Dancing In The City
16. Smokie - Oh Carol
17. Amanda Lear - Follow Me[réf. nécessaire]
18. Howard Carpendale - Ti Amo
19. Udo Jürgens - Buenos días, Argentina
20. Andrea Jürgens - Und dabei liebe ich euch beide